# Grand Prix Formule 1 van Singapore 2011

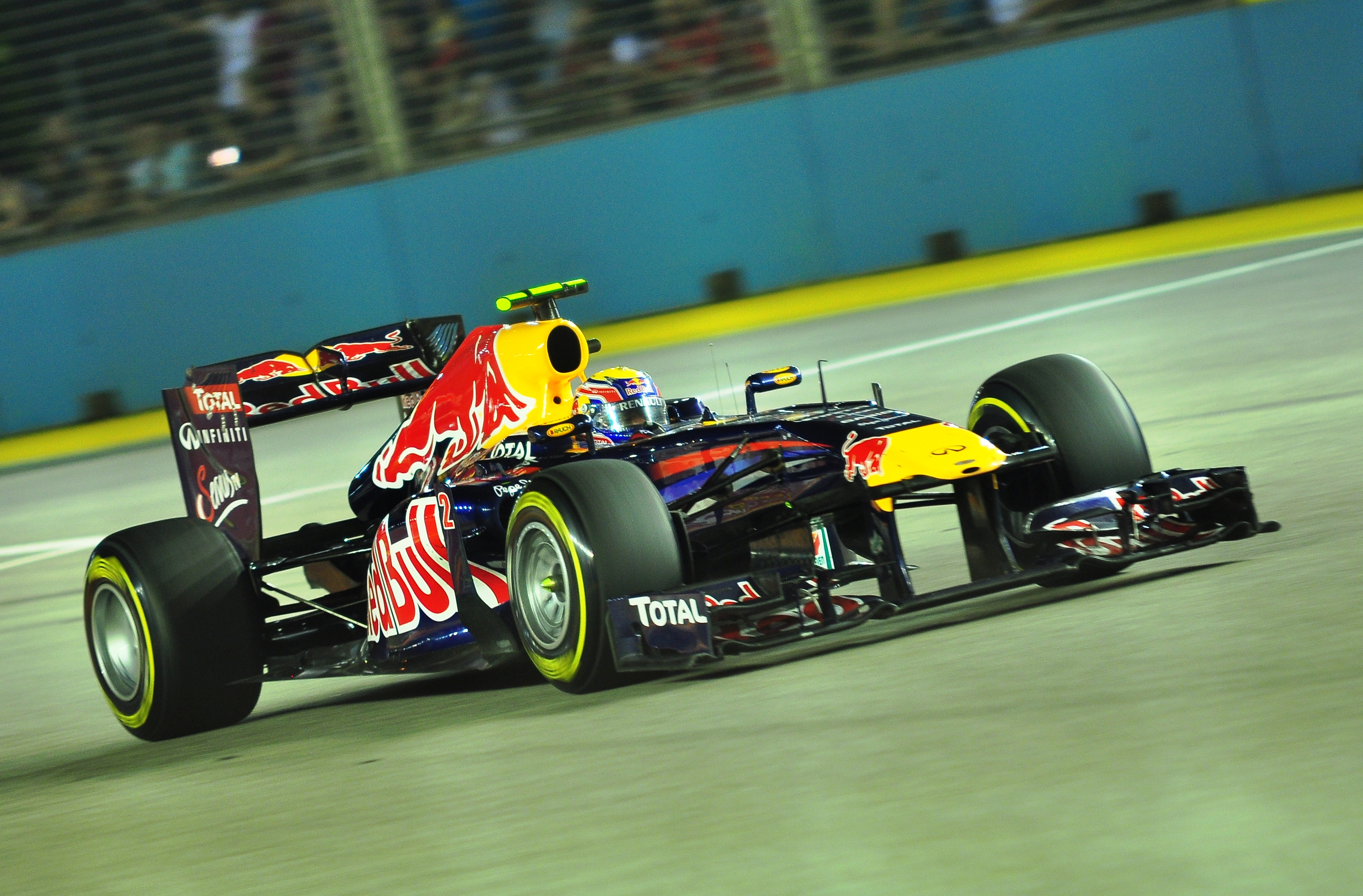
Mark Webber finishte in Singapore als derde, wat onvoldoende was om nog uitzicht te houden op de wereldtitel.

De Grand Prix Formule 1 van Singapore 2011 werd gehouden op 25 september 2011 op het Marina Bay Street Circuit. Het was de veertiende race uit het kampioenschap.

## Wedstrijdverloop

### Achtergrond
Deze race was de vroegste kans voor Red Bull-coureur Sebastian Vettel om zijn wereldtitel te prolongeren. Dit zou lukken, indien:
- Vettel zou winnen, Ferrari-rijder Fernando Alonso niet op het podium  zou staan en McLaren-coureur Jenson Button en Red Bull-rijder Mark Webber niet hoger dan derde zouden finishen;
- Vettel tweede zou worden, Alonso niet hoger dan achtste zou finishen, Button en Webber niet hoger dan als vijfde zouden eindigen en McLaren-coureur Lewis Hamilton niet zou winnen;
- Vettel derde zou worden, Alonso niet hoger dan als negende zou finishen, Button en Webber niet hoger dan als zevende zouden eindigen en Hamilton niet hoger dan derde zou worden.

HRT herdacht de omgekomen Deense coureur Christian Bakkerud op hun auto's, omdat Bakkerud in de 24 uur van Le Mans en in de DTM voor het team van HRT-baas Colin Kolles had gereden.
Het was ook de 50e race van Toro Rosso-coureur Sébastien Buemi.

### Kwalificatie
Vettel behaalde zijn elfde poleposition van het seizoen, zijn teamgenoot Webber startte als tweede en Button mocht als derde vertrekken. In Q2 veroorzaakte Sauber-coureur Kamui Kobayashi een rode vlag-situatie, doordat hij te hard over de kerbs reed en een crash niet kon voorkomen. HRT-coureur Vitantonio Liuzzi kreeg vijf plaatsen straf vanwege zijn aanrijding met Renault-coureur Vitali Petrov en Mercedes-rijder Nico Rosberg bij de start van de vorige race.

### Race
Vettel won ook deze race; het was zijn negende overwinning van het seizoen. Doordat Button tweede werd, was Vettel nog geen wereldkampioen. Webber werd derde, Alonso vierde en Hamilton vijfde; zij zijn nu alle drie uitgeschakeld voor het kampioenschap. Hamilton veroorzaakte nog wel een aanrijding met Ferrari-coureur Felipe Massa, waardoor Hamilton een deel van zijn voorvleugel kwijtraakte en Massa een lekke band opliep, maar toch nog negende werd. Hamilton kreeg hiervoor een drive-through penalty. Ook Mercedes-coureur Michael Schumacher veroorzaakte een crash, hij botste op de achterkant van Sauber-rijder Sergio Pérez, die uiteindelijk nog tiende werd, terwijl Schumacher uitviel en de enige safety car-situatie van de wedstrijd veroorzaakte. Hij kreeg hier nog wel een reprimande voor. Beide Force India's eindigden in de punten, met een zesde plek voor Paul di Resta, het beste resultaat uit zijn Formule 1-carrière, en Adrian Sutil op een achtste positie. Nico Rosberg veroverde de zevende plaats. Toro Rosso-coureur Jaime Alguersuari viel uit, maar werd nog wel geklasseerd, omdat hij meer dan 90% van de raceafstand gereden had.

## Kwalificatie
| Pos                 | No | Coureur            | Constructeur         | Q1       | Q2        | Q3        | Grid |
| ------------------- | -- | ------------------ | -------------------- | -------- | --------- | --------- | ---- |
| 1                   | 1  | Sebastian Vettel   | Red Bull-Renault     | 1:46.397 | 1:44.931  | 1:44.381  | 1    |
| 2                   | 2  | Mark Webber        | Red Bull-Renault     | 1:47.332 | 1:45.651  | 1:44.732  | 2    |
| 3                   | 4  | Jenson Button      | McLaren-Mercedes     | 1:46.956 | 1:45.472  | 1:44.804  | 3    |
| 4                   | 3  | Lewis Hamilton     | McLaren-Mercedes     | 1:47.014 | 1:46.829  | 1:44.809  | 4    |
| 5                   | 5  | Fernando Alonso    | Ferrari              | 1:47.054 | 1:45.779  | 1:44.874  | 5    |
| 6                   | 6  | Felipe Massa       | Ferrari              | 1:47.945 | 1:45.955  | 1:45.800  | 6    |
| 7                   | 8  | Nico Rosberg       | Mercedes             | 1:47.688 | 1:46.405  | 1:46.013  | 7    |
| 8                   | 7  | Michael Schumacher | Mercedes             | 1:48.819 | 1:46.043  | geen tijd | 8    |
| 9                   | 14 | Adrian Sutil       | Force India-Mercedes | 1:47.952 | 1:47.093  | geen tijd | 9    |
| 10                  | 15 | Paul di Resta      | Force India-Mercedes | 1:48.022 | 1:47.486  | geen tijd | 10   |
| 11                  | 17 | Sergio Pérez       | Sauber-Ferrari       | 1:47.717 | 1:47.616  |           | 11   |
| 12                  | 11 | Rubens Barrichello | Williams-Cosworth    | 1:48.061 | 1:48.082  |           | 12   |
| 13                  | 12 | Pastor Maldonado   | Williams-Cosworth    | 1:49.710 | 1:48.270  |           | 13   |
| 14                  | 18 | Sébastien Buemi    | Toro Rosso-Ferrari   | 1:48.753 | 1:48.634  |           | 14   |
| 15                  | 9  | Bruno Senna        | Renault              | 1:48.861 | 1:48.662  |           | 15   |
| 16                  | 19 | Jaime Alguersuari  | Toro Rosso-Ferrari   | 1:49.588 | 1:49.862  |           | 16   |
| 17                  | 16 | Kamui Kobayashi    | Sauber-Ferrari       | 1:48.054 | geen tijd |           | 17   |
| 18                  | 10 | Vitali Petrov      | Renault              | 1:49.835 |           |           | 18   |
| 19                  | 20 | Heikki Kovalainen  | Lotus–Renault        | 1:50.948 |           |           | 19   |
| 20                  | 21 | Jarno Trulli       | Lotus–Renault        | 1:51.012 |           |           | 20   |
| 21                  | 24 | Timo Glock         | Virgin–Cosworth      | 1:52.154 |           |           | 21   |
| 22                  | 25 | Jérôme d'Ambrosio  | Virgin–Cosworth      | 1:52.363 |           |           | 22   |
| 23                  | 22 | Daniel Ricciardo   | HRT–Cosworth         | 1:52.404 |           |           | 23   |
| 24                  | 23 | Vitantonio Liuzzi  | HRT–Cosworth         | 1:52.810 |           |           | 24   |
| 107% tijd: 1:53.844 |    |                    |                      |          |           |           |      |

## Race
| Pos | No | Coureur            | Constructeur         | Rondes | Tijd/Oorzaak uitval | Grid | Punten |
| --- | -- | ------------------ | -------------------- | ------ | ------------------- | ---- | ------ |
| 1   | 1  | Sebastian Vettel   | Red Bull-Renault     | 61     | 1:59:04.757         | 1    | 25     |
| 2   | 4  | Jenson Button      | McLaren-Mercedes     | 61     | +1.737              | 3    | 18     |
| 3   | 2  | Mark Webber        | Red Bull-Renault     | 61     | +29.279             | 2    | 15     |
| 4   | 5  | Fernando Alonso    | Ferrari              | 61     | +55.449             | 5    | 12     |
| 5   | 3  | Lewis Hamilton     | McLaren-Mercedes     | 61     | +1:07.766           | 4    | 10     |
| 6   | 15 | Paul di Resta      | Force India-Mercedes | 61     | +1:51.067           | 10   | 8      |
| 7   | 8  | Nico Rosberg       | Mercedes             | 60     | +1 ronde            | 7    | 6      |
| 8   | 14 | Adrian Sutil       | Force India-Mercedes | 60     | +1 ronde            | 9    | 4      |
| 9   | 6  | Felipe Massa       | Ferrari              | 60     | +1 ronde            | 6    | 2      |
| 10  | 17 | Sergio Pérez       | Sauber-Ferrari       | 60     | +1 ronde            | 11   | 1      |
| 11  | 12 | Pastor Maldonado   | Williams-Cosworth    | 60     | +1 ronde            | 13   |        |
| 12  | 18 | Sébastien Buemi    | Toro Rosso-Ferrari   | 60     | +1 ronde            | 14   |        |
| 13  | 11 | Rubens Barrichello | Williams-Cosworth    | 60     | +1 ronde            | 12   |        |
| 14  | 16 | Kamui Kobayashi    | Sauber-Ferrari       | 59     | +2 ronden           | 17   |        |
| 15  | 9  | Bruno Senna        | Renault              | 59     | +2 ronden           | 15   |        |
| 16  | 20 | Heikki Kovalainen  | Lotus-Renault        | 59     | +2 ronden           | 19   |        |
| 17  | 10 | Vitali Petrov      | Renault              | 59     | +2 ronden           | 18   |        |
| 18  | 25 | Jérôme d'Ambrosio  | Virgin-Cosworth      | 59     | +2 ronden           | 22   |        |
| 19  | 22 | Daniel Ricciardo   | HRT-Cosworth         | 57     | +4 ronden           | 23   |        |
| 20  | 23 | Vitantonio Liuzzi  | HRT-Cosworth         | 57     | +4 ronden           | 24   |        |
| 21  | 19 | Jaime Alguersuari  | Toro Rosso-Ferrari   | 56     | Ongeluk             | 16   |        |
| DNF | 21 | Jarno Trulli       | Lotus-Renault        | 47     | Versnellingsbak     | 20   |        |
| DNF | 7  | Michael Schumacher | Mercedes             | 28     | Ongeluk             | 8    |        |
| DNF | 24 | Timo Glock         | Virgin-Cosworth      | 9      | Ongeluk             | 21   |        |

## Noot
- Dit was de vijfde snelste ronde voor Jenson Button.

2008 · 2009 · 2010 · 2011 · 2012 · 2013 · 2014 · 2015 · 2016 · 2017 · 2018 · 2019 · 2022 · 2023 · 2024 · 2025 · 2026 · 2027 · 2028